# Ілірська Бистриця (община)
Община Ілірська Бистриця (словен. Občina Ilirska Bistrica) — одна з общин в південно-західній Словенії. Адміністративним центром є місто Ілірська Бистриця.

## Населення
У 2010 році в общині проживало 13923 осіб, 6957 чоловіків і 6966 жінок. Чисельність економічно активного населення (за місцем проживання), 5702 осіб. Середня щомісячна чиста заробітна плата одного працівника (EUR), 872,61 (в середньому по Словенії 966.62). Приблизно кожен другий житель у громаді має автомобіль (58 автомобілів на 100 жителів). Середній вік жителів склав 44,1 роки (в середньому по Словенії 41.6). 